# 제50회 골든 글로브상
제50회 골든 글로브상은 1992년 상영된 영화 중 가장 뛰어난 영화를 수상하기 위해 1993년 1월에 열린 시상식이다. 미국,캘리포니아/비버리 힐튼 호텔에서 개최되었다.

## 수상 및 후보

### 세실 B. 데밀 상
- 로렌 바콜 수상

### 작품상-드라마
- 여인의 향기 - 마틴 브레스트 수상
- 어 퓨 굿 맨 - 로브 라이너
- 용서받지 못한 자 - 클린트 이스트우드
- 크라잉 게임 - 닐 조던
- 하워즈 엔드 - 제임스 아이버리

### 여우주연상-드라마
- 하워즈 엔드 - 엠마 톰슨 수상
- 원초적 본능 - 샤론 스톤
- 로렌조 오일 - 수잔 서랜든
- 러브 필드 - 미셸 파이퍼
- 패션 피쉬 - 매리 맥도넬

### 남우주연상-드라마
- 여인의 향기 - 알 파치노 수상
- 호파 - 잭 니콜슨
- 채플린 - 로버트 다우니 주니어
- 어 퓨 굿 맨 - 톰 크루즈
- 말콤 X - 덴젤 워싱턴

### 작품상-뮤지컬코미디
- 플레이어 - 로버트 알트만 수상
- 알라딘 - 존 머스커
- 4월의 유혹 - 마이크 뉴웰
- 허니문 인 베가스 - 앤드류 버그먼
- 시스터 액트 - 에밀리 아돌리노

### 여우주연상-뮤지컬코미디
- 4월의 유혹 - 미란다 리처드슨 수상
- 죽어야 사는 여자 - 메릴 스트립
- 시스터 액트 - 우피 골드버그
- 지나 데이비스 - 셜리 맥클레인
- 그들만의 리그 - 지나 데이비스

### 남우주연상-뮤지컬코미디
- 플레이어 - 팀 로빈스 수상
- 밥 로버츠 - 팀 로빈스
- 허니문 인 베가스 - 니콜라스 케이지
- 토요일 밤의 남자 - 빌리 크리스탈
- 러브 어게인 - 마르첼로 마스트로야니

### 여우조연상
- 4월의 유혹 - 조안 플로라이트 수상
- 부부 일기 - 주디 데이비스
- 패션 피쉬 - 알프리 우다드
- 데미지 - 미란다 리처드슨
- 채플린 - 제랄딘 채플린

### 남우조연상
- 용서받지 못한 자 - 진 핵크만 수상
- 어 퓨 굿 맨 - 잭 니콜슨
- 글렌게리 글렌 로스 - 알 파치노
- 토요일 밤의 남자 - 데이빗 페이머
- 여인의 향기 - 크리스 오도넬

### 외국어 영화상
- 인도차이나 - 레지스 와그니어 수상
- 세상의 모든 아침 - 알랭 코르노
- 달콤 쌉사름한 초콜릿 - 알폰소 아라우
- 슈톤크 - 헬뭇 디에티

### 감독상
- 용서받지 못한 자 - 클린트 이스트우드 수상
- 플레이어 - 로버트 알트만
- 흐르는 강물처럼 - 로버트 레드포드
- 어 퓨 굿 맨 - 로브 라이너
- 하워즈 엔드 - 제임스 아이버리

### 각본상
- 여인의 향기 - 보 골드먼 수상
- 하워즈 엔드 - 루스 파월 자브바라
- 용서받지 못한 자 - 데이비드 웹 피플즈
- 어 퓨 굿 맨 - 아론 소킨
- 플레이어 - 마이클 톨킨

### 음악상
- 알라딘 - 앨런 멘켄 수상
- 1492 콜럼버스 - 반젤리스
- 원초적 본능 - 제리 골드스미스
- 채플린 - 존 배리
- 라스트 모히칸 - 트레버 존스

### 주제가상
- 알라딘 - 앨런 멘켄 수상
- 맘보 킹 - 로버트 크래프트
- 알라딘 - 앨런 멘켄
- 그들만의 리그 - 마돈나

## 같이 보기
- 제65회 아카데미상
- 제13회 골든 래즈베리상
- 제46회 영국 아카데미 영화상